# Messier 46
Messier 46 hay M46 còn được gọi là NGC 2437, là một cụm sao phân tán trong chòm sao Thuyền Vĩ. Nó được Charles Messier phát hiện vào năm 1771 và được John Louis Emil Dreyer mô tả là "rất sáng, rất nhiều và rất lớn". M46 cách hệ Mặt Trời khoảng 4.920 năm ánh sáng. Người ta ước tính có khoảng 500 ngôi sao trong cụm sao này với khối lượng tổng cộng là 453 M☉ và nó được cho là có độ tuổi khoảng 251,2 triệu năm.
Cụm sao này có bán kính thủy triều 37,8 ± 4,6 ly (11,6 ± 1,4 pc) và bán kính phần lõi là 8,5 ± 1,3 ly (2,61 ± 0,40 pc). Nó có độ mở rộng không gian trong vùng hồng ngoại lớn hơn so với trong vùng ánh sáng khả kiến, cho thấy cụm sao này đang trải qua một vài sự chia tách khối lượng, với các ngôi sao mờ nhạt hơn (đỏ hơn) di chuyển sang vùng quầng. Các ngôi sao mờ hơn kéo dài về phía nam và phía tây có thể tạo thành một đuôi thủy triều do tương tác trong quá khứ.
Tinh vân hành tinh NGC 2438 dường như nằm trong cụm này, gần rìa phía bắc của nó (vết nhòe mờ nhạt ở giữa phần trên cùng của hình), nhưng rất có thể không liên quan vì nó không chia sẻ vận tốc xuyên tâm của cụm sao này. Nó là một ví dụ về một cặp chồng lên nhau, có thể tương tự như NGC 2818. Mặt khác, ngôi sao chiếu sáng của tinh vân Hồ Lô lưỡng cực chia sẻ vận tốc xuyên tâm và chuyển động riêng của Messier 46, và ở cùng một khoảng cách, do đó nhiều khả năng nó là một thành viên của cụm sao phân tán này.
M46 nằm gần một cụm sao phân tán khác là Messier 47. M46 nằm ở khoảng 1 độ về phía đông của M47 trên bầu trời, vì vậy cả hai nằm vừa khít trong tầm quan sát của ống nhòm hoặc kính thiên văn góc rộng.